# Perce Pearce
Pour les articles homonymes, voir Pearce.
Perce Pearce est un producteur, scénariste et réalisateur né le 17 septembre 1899 décédé le 4 juillet 1955.

## Filmographie

### comme producteur
- 1946 : Mélodie du Sud (Song of the South)
- 1948 : Danny, le petit mouton noir (So Dear to My Heart)
- 1950 : L'Île au trésor (Treasure Island)
- 1952 : Robin des Bois et ses joyeux compagnons (The Story of Robin Hood and His Merrie Men)
- 1953 : La Rose et l'Épée (The Sword and the Rose)
- 1953 : Échec au roi (Rob Roy, the Highland Rogue)

### comme scénariste
- 1940 : Fantasia

### comme réalisateur
- 1943 : Victoire dans les airs